# Делебио
Делебио (итал. Delebio) је насеље у Италији у округу Сондрио, региону Ломбардија.
Према процени из 2011. у насељу је живело 3022 становника. Насеље се налази на надморској висини од 221 м.

## Становништво
| 1936. | 1951. | 1961. | 1971. | 1981. | 1991. | 2001. | 2011. |
| ----- | ----- | ----- | ----- | ----- | ----- | ----- | ----- |
| 1.685 | 2.010 | 2.166 | 2.369 | 2.655 | 2.755 | 2.996 | 3.173 |